# Kiss: Psycho Circus - The Nightmare Child
Kiss: Psycho Circus - The Nightmare Child est un jeu vidéo de tir à la première personne édité par Take Two Interactive. Il est d'abord sorti sur PC en août 2000 en France, puis une version Dreamcast a suivi en janvier 2001.
Les personnages que incarnés par le joueur dans le jeu sont les membres du groupe de hard rock américain Kiss.

## Accueil
- Gamekult : 6/10[1]